# San Martín (Artáiz)

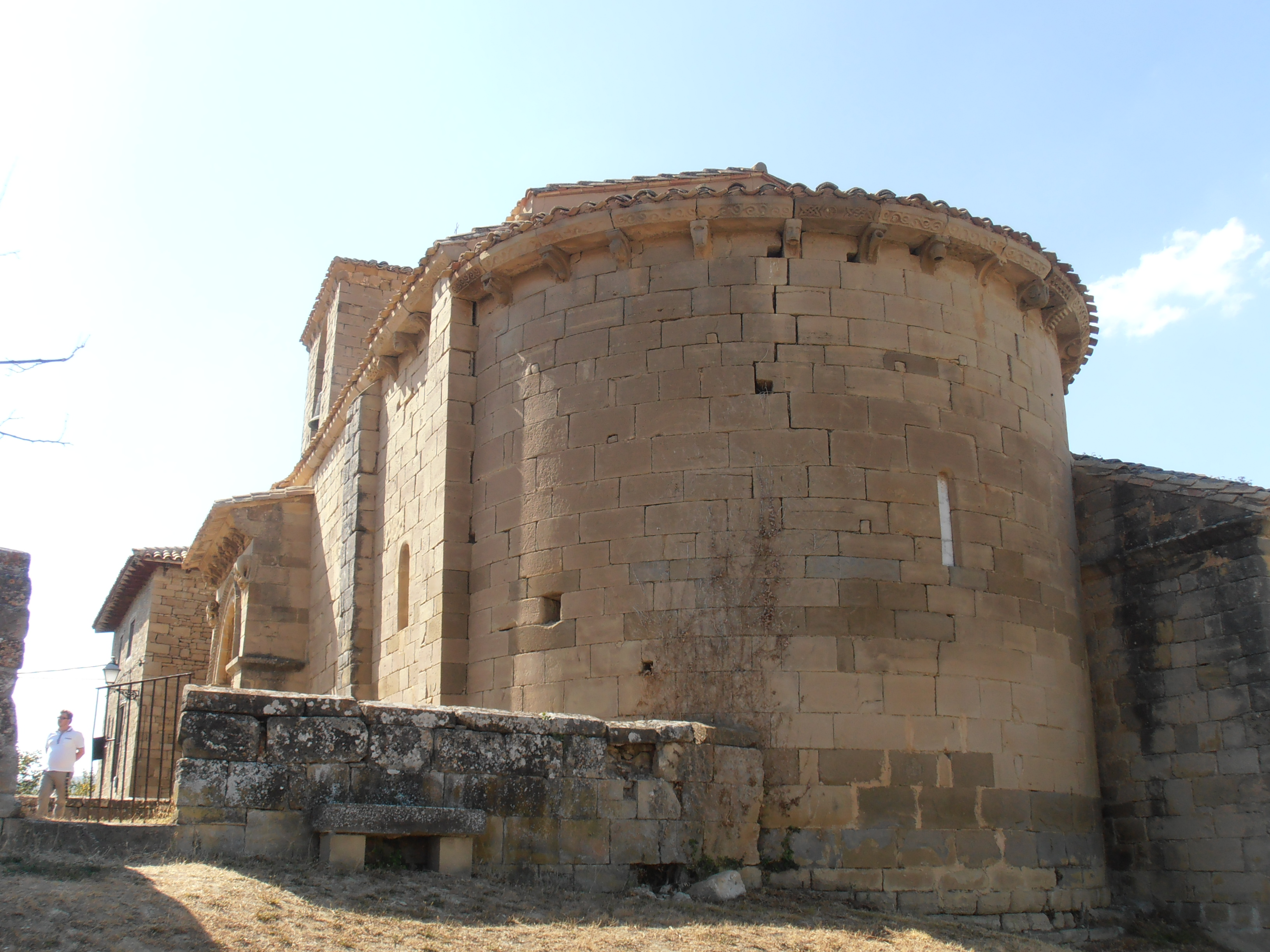
Iglesia San Martín in Artáiz

Das Portal der Kirche San Martín de Artáiz gehört zu den Schmuckstücken der Romanik südlich der Pyrenäen.

## Lage
Die Kirche liegt in einer Höhe von etwa 600 Metern ü. d. M. im noch etwa 45 Einwohner zählenden Dorf Artáiz in der Gemeinde (municipio) Unciti im gleichnamigen Tal in der Autonomen Gemeinschaft Navarra. Die Entfernung zur nordwestlich gelegenen Großstadt Pamplona beträgt etwa 25 Kilometer (Fahrtstrecke).

## Baugeschichte
Der Kirchenbau entstammt zweifellos dem 12. Jahrhundert. Zu den Erbauern (Auftraggeber, Architekt, Handwerker) liegen jedoch keine Erkenntnisse vor. Angesichts der reichen baulichen Ausstattung ist es kaum vorstellbar, dass es sich um eine einfache Dorfpfarrkirche gehandelt hat. Der eher schmucklose Westturm dürfte ein Jahrhundert später erbaut worden sein.

## Architektur
Apsis

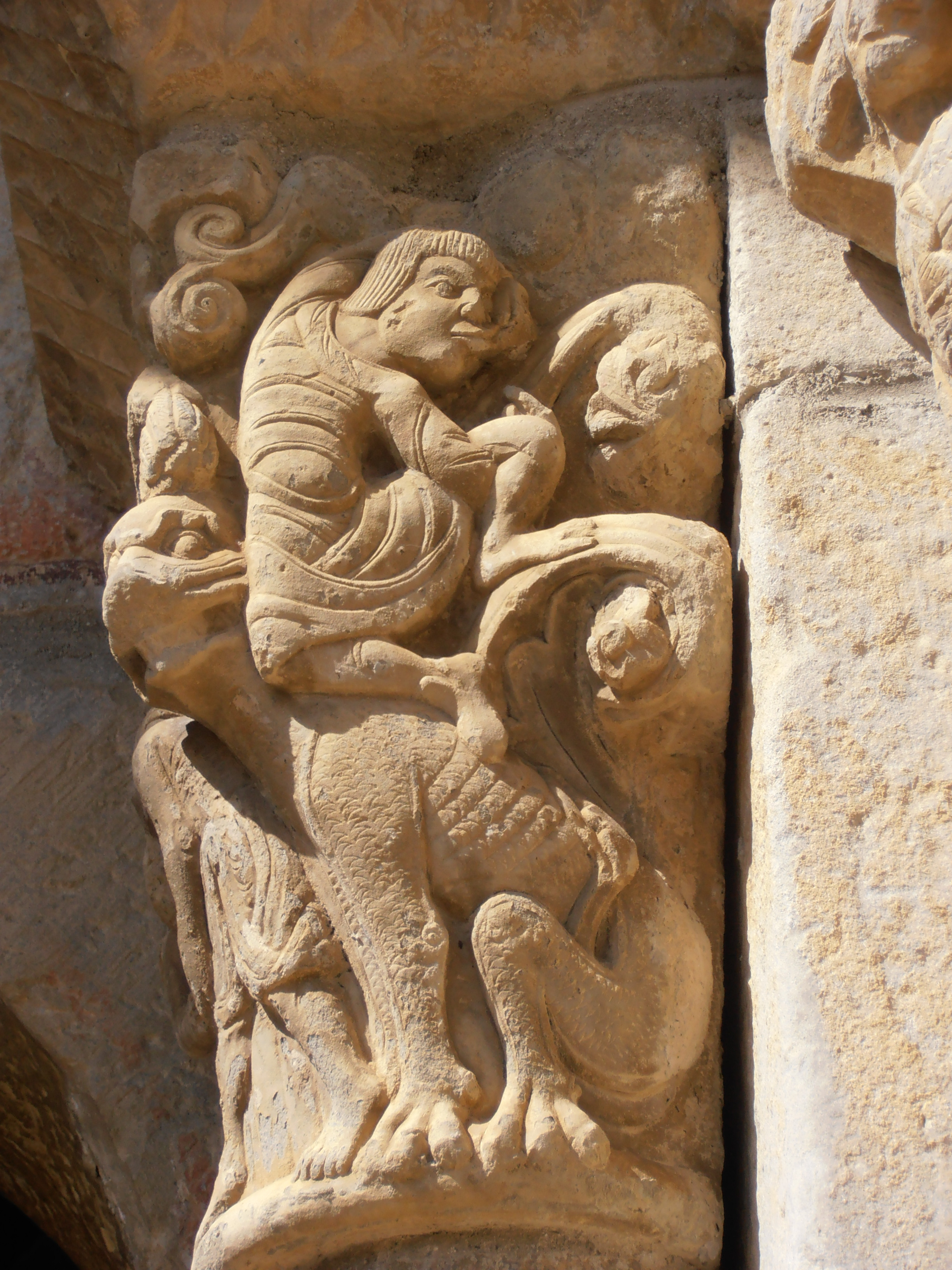
Kapitell

Die aus exakt behauenen Steinen errichtete ungegliederte Apsis der kleinen Kirche ist vollkommen schmucklos. Unterhalb der Dachtraufe verläuft ein einfacher Konsolenfries.

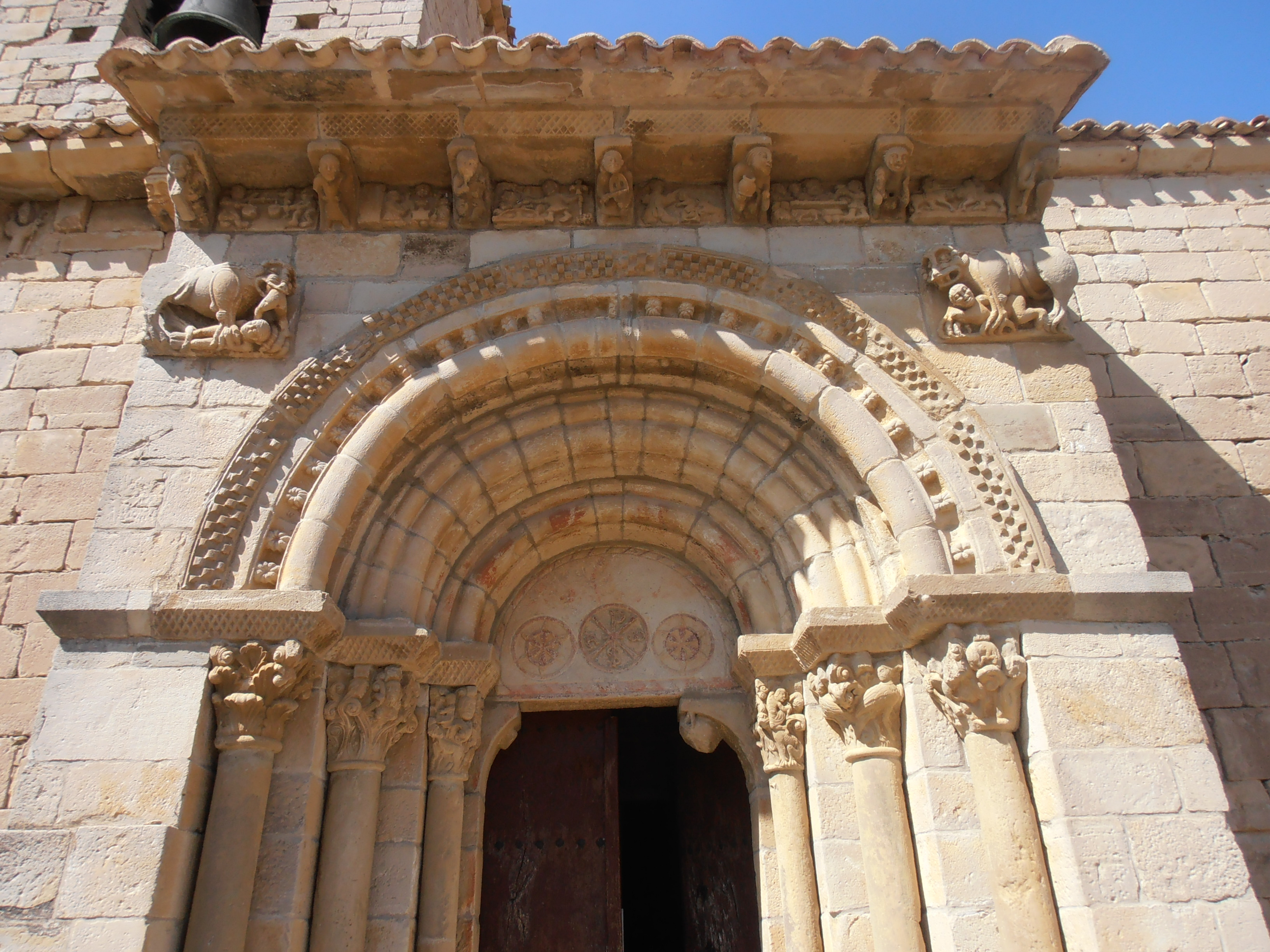
Portal
Das Portal der Kirche befindet sich auf der Südseite des Langhauses und tritt leicht aus der Wandfläche hervor – beides ist an vielen Kirchen im Südwesten Frankreichs und im Norden Spaniens zu beobachten. Durch das dreifach gestufte Portalgewände und die reich profilierten Archivoltenbögen entwickelt sich eine nicht zu übersehende Tiefenräumlichkeit. Die Kapitelle der eingestellten monolithischen Säulen des Gewändes zeigen plastisch ausgearbeitete vegetabilische Motive sowie tierische und menschliche Figuren. Die äußere Archivolte wird von einem Blendbogen mit Klötzchendekor überfangen. Das aus einer Steinplatte bestehende Tympanonfeld beinhaltet drei kreisförmige Reliefs – während die beiden seitlichen Kreise mit sechsteiligen Blüten- oder Sternreliefs ornamentiert sind, zeigt das mittlere ein Christusmonogramm (☧) mit den griechischen Buchstaben Α und Ω in den beiden äußeren Feldern; ungewöhnlich ist die Tatsache, dass neben den griechischen Buchstaben ‚chi‘ und ‚rho‘ auch noch ein lateinisches ‚t‘ und ein ‚s‘ vorkommen und somit den Namen ‚Christus‘ ergänzen. In den beiden äußeren Zwickeln des Portals befinden sich zwei löwenähnliche Untiere, die über am Boden liegenden Menschen stehen. Das Portal schließt nach oben ab in einem figürlichen Konsolenfries, dessen Metopenfelder ebenfalls figürliche Szenen (u. a. Gastmahl des reichen Prassers, Christi Abstieg in die Hölle, Seelenwägung, Kampf zweier Ritter) beinhalten.
Kirchenschiff
Die beiden westlichen Joche des düster und gedrungen wirkenden Kirchenschiffs sind von einem einfachen Tonnengewölbe überspannt; die östlichen Teile haben dagegen ein spätgotisches Rippengewölbe. Die Apsiskalotte war ehemals verputzt und mit Fresken bemalt.
Westturm
Der in deutlich gröberer Manier errichtete Westturm fungiert als Glockenturm und ist wahrscheinlich erst im 13. Jahrhundert auf das westliche Joch des Kirchenschiffs aufgesetzt worden.

## Ausstattung
Zur Ausstattung der Kirche gehört ein auf einem Pfeiler ruhendes rundes romanisches Taufbecken (pila bautismal) mit einem Außendekor von 16 Blendarkaden auf kleinen Doppelsäulchen. Teile der Wandflächen sowie die Apsis waren mit gotischen Fresken bemalt, die jedoch bereits vor längerer Zeit abgenommen wurden und nun im Museo de Navarra in Pamplona zu sehen sind.

## Zisterne
Etwa 150 Meter von der Kirche entfernt befindet sich eine sehenswerte überdachte Zisterne aus dem 13. Jahrhundert.